# 20th Regiment of Light Dragoons (1779–1783)
Das 20th Regiment of (Light) Dragoons war ein Kavallerieregiment der britischen Armee, das von 1779 bis 1783 bestand.

## Geschichte
Während des Amerikanischen Unabhängigkeitskrieges wurde das Regiment am 25. Februar 1779 aufgestellt. Das Regiment wurde aus den leichten Truppen der Regimenter 3rd Dragoon Guards, 1st (Royal) Dragoons und 11th Dragoons zusammengestellt und der Major-General Richard Burton Phillipson (um 1723–1792) zum Colonel des Regiments ernannt. Das Regiment leistete als Ersatz für in Übersee eingesetzte Regimenter Garnisonsdienst in Großbritannien.
Nach Abschluss des Vorfriedens zum Frieden von Paris wurde das Regiment am 12. Juni 1783 aufgelöst.